# Пиндаи
Пиндаи (порт. Pindaí) — муниципалитет в Бразилии, входит в штат Баия. Составная часть мезорегиона Юго-центральная часть штата Баия. Входит в экономико-статистический микрорегион Гуанамби. Население составляет 14 706 человек на 2006 год. Занимает площадь 715,482 км². Плотность населения — 20,6 чел./км².

## Статистика
- Валовой внутренний продукт на 2003 год составляет 24 072 602,00 реалов (данные: Бразильский институт географии и статистики).
- Валовой внутренний продукт на душу населения на 2003 год составляет 1597,60 реалов (данные: Бразильский институт географии и статистики).
- Индекс развития человеческого потенциала на 2000 год составляет 0,641 (данные: Программа развития ООН).